# National Center for Advancing Translational Sciences
Das National Center for Advancing Translational Sciences (NCATS) wurde am 23. Dezember 2011 gegründet. Es befindet sich in Bethesda, Maryland. Es ist eines der 27 Institutionen und Zentren des National Institutes of Health (NIH), das wiederum eine Behörde des U.S. Department of Health and Human Services ist.
Die Mission des NCATS ist es wissenschaftliche Entdeckungen schneller zur Behandlung von Patienten zu verwenden. Das Budget von NCATS im Jahr 2018 waren $557,373,000.

## Geschichte
NCATS wurde am 23. Dezember 2011 durch den Consolidated Appropriations Act, 2012 gegründet.
Mehrere bereits bestehende NIH-Programme wurden im NCATS konsolidiert:
| Programm                                                        | Vorheriges verantwortliches NIH Institut         | Budget in 2011                                                     |
| Clinical and Translational Science Awards                       | National Center for Research Resources (NCRR)    | $460.5 Millionen (vom NCRR); $22.7 Millionen (vom NIH Common Fund) |
| Components of the Molecular Libraries Program                   | National Human Genome Research Institute (NHGRI) | $21.4 Millionen (vom NIH Common Fund)                              |
| Therapeutics for Rare and Neglected Diseases                    | National Human Genome Research Institute (NHGRI) | $24 Millionen (von allen NIH Instituten und Zentren)               |
| Bridging Interventional Development Gaps (formerly called RAID) | National Human Genome Research Institute (NHGRI) | $15 Millionen (vom NIH Common Fund)                                |
| Office of Rare Diseases Research                                | Office of the director                           | $17.8 Millionen                                                    |
| NIH–FDA Regulatory Science Initiative                           | Office of the director                           | $2.7 Millionen (vom NIH Common Fund)                               |
| Cures Acceleration Network                                      | Neugründung                                      | $0 ($10 Millionen in 2012)                                         |

## Direktoren
Das NCATS hatte seit seiner Gründung drei Direktoren.
|  | Name                  | Von        | Bis        |
|  | --------------------- | ---------- | ---------- |
|  | Thomas R. Insel       | 23.12.2011 | 22.09.2012 |
|  | Christopher P. Austin | 23.09.2012 | 15.04.2021 |
|  | Joni L. Rutter        | 16.04.2021 | -          |

## Struktur
NCATS ist in mehrere Divisionen strukturiert.
- Office of the Director
- Division of Clinical Innovation
- Division of Extramural Activities
- Division of Preclinical Innovation
- Division of Rare Diseases Research Innovation
- Office of Administrative Management
- Office of Drug Development Partnership Programs
- Office of Policy, Communications and Education
- Office of Special Initiatives
- Office of Strategic Alliances
- Office of Translational Medicine